# Editorial Acantilado
Editorial Acantilado es una editorial española con sede en Barcelona. Fue creada en 1999 por el entonces profesor de literatura de la Universidad Pompeu Fabra de Barcelona, Jaume Vallcorba Plana. Desde 2014, Sandra Ollo dirige la editorial Acantilado y Quaderns Crema.
Tras veinte años de experiencia en la editorial catalana Quaderns Crema, Vallcorba inició la creación de una nueva editorial con la intención de consagrarse fundamentalmente a la literatura.

## Colecciones
- El Acantilado
- Narrativa del Acantilado
- Cuadernos del Acantilado
- Acantilado Bolsillo

## Reconocimientos
- Premio Nacional a la Mejor Labor Editorial Cultural 2024 del Ministerio de Educación, Cultura y Deporte. [3]
- Premio Dositej Obradović 2015, por su contribución especial a la traducción de literatura serbia y su representación continua.
- Reconocimiento al Mérito Editorial de la Feria Internacional del Libro de Guadalajara 2010.
- Medalla de oro al Mérito Cultural del Ayuntamiento de Barcelona (2004).
- Premio Nacional a la Mejor Labor Editorial Cultural 2002 del Ministerio de Educación, Cultura y Deporte.
- Medalla de oro del Fomento de las Artes Decorativas (2001).